# باودر (میسیسیپی)
باودر (به انگلیسی: Bowdre) یک منطقهٔ مسکونی در ایالات متحده آمریکا است که در شهرستان تونیکا، میسیسیپی واقع شده‌است. باودر ۶۰٫۹۶ متر بالاتر از سطح دریا واقع شده‌است.